# Sisyra maculata
Sisyra maculata är en insektsart som beskrevs av Monserrat 1981. Sisyra maculata ingår i släktet Sisyra och familjen svampdjurssländor. Inga underarter finns listade i Catalogue of Life.